# Epilèpsia generalitzada
L'epilèpsia generalitzada és una forma d'epilèpsia caracteritzada per crisis amb una afectació generalitzada, habitualment en forma de convulsions. L'epilèpsia generalitzada, a diferència de la focal, presenta crisis que afecten la consciència i l'activitat elèctrica de tot o d'una part més gran del cervell (que es pot veure, per exemple, a l'electroencefalografia (EEG).
L'epilèpsia generalitzada es denomina primària quan l'afecció és diagnosticada originalment en si, a diferència de l'epilèpsia secundària, que es presenta com a símptoma i signe d'una afecció diagnosticada (per exemple, un tumor cerebral).

## Manifestació
Aquestes crisis epilèptiques poden ser:
- Convulsants: 
  - Convulsions mioclòniques
  - Convulsions clòniques
  - Convulsions tonicoclòniques
- Crisi d'absència
- Crisi d'atonia

Les convulsions generalitzades es produeixen en diverses síndromes convulsives, incloent-hi epilèpsia mioclònica, convulsions neonatals familiars, epilèpsia d'absència infantil, epilèpsia d'absència, síndrome de West, epilèpsia mioclònica juvenil, síndrome de Lennox-Gastaut i epilèpsia generalitzada amb semiologia occipital.

## Pronòstic
La majoria de les epilèpsies generalitzades comencen durant la infància. Mentre que alguns pacients superen l'epilèpsia durant l'adolescència i ja no necessiten medicació, en d'altres, la malaltia es manté per a tota la vida, de manera que requereix sempre medicació i seguiment.

## Tractament
S'utilitzen en casos de sospita d'epilèpsia generalitzada primària:
- Valproat
- Levetiracetam
- Zonisamida
- Topiramat
- Lamotrigina

El valproat, un fàrmac relativament antic, sovint es considera el tractament de primera línia.